# Miloš Hrstić
Miloš Hrstić (Fiume, 12 novembre 1955) è un allenatore di calcio ed ex calciatore jugoslavo, dal 1992 croato, di ruolo difensore.

## Carriera

### Club
Bandiera del Rijeka, dopo il mondiale spagnolo si trasferisce a La Coruña, giocando un paio di stagioni nel Deportivo prima di fare ritorno in patria.

### Nazionale
Con la Nazionale jugoslava ha preso parte al Mondiale 1982.

## Palmarès

### Giocatore

#### Club

##### Competizioni nazionali
- Coppa di Jugoslavia: 2

Rijeka: 1977-1978, 1978-1979

##### Competizioni internazionali
- Coppa dei Balcani per club: 1

Rijeka: 1978

#### Nazionale
- Campionato d'Europa Under-21: 1

1978
- Giochi del Mediterraneo: 1

 Spalato 1979